# Nexus (fumetto)
Nexus è un personaggio dei fumetti statunitensi creato da Mike Baron e da Steve Rude nel 1981, pubblicato inizialmente dall'editore First Comics e Capital Comics. Le ristampe e il nuovo materiale sono ora appannaggio dell'editore Dark Horse. Si tratta di uno dei primi e più longevi super eroi del mercato indipendente degli Stati Uniti, non viene infatti pubblicato dalla Marvel Comics o DC Comics, aziende che monopolizzano il mainstream (quindi il genere super eroistico) dei comic a stelle e strisce. Nexus è un titolo dato a un prescelto (altamente consapevole) perché diventi il guardiano che rappresenti e faccia rispettare le regole condivise della coscienza umana. Nelle storie del duo Baron-Rude, il protagonista investito del compito è Horatio Hellpop, obbiettivo primario: eliminare gli assassini di massa nella galassia conosciuta. Il personaggio ricade quindi nella categoria sia del vigilante sia dell'eroe cosmico.
In Italia è stato pubblicato inizialmente sulla rivista a fumetti Hyperion di Star Comics, seguita dalle case editrici Lexy e Bottero Edizioni. Attualmente i fumetti di Nexus sono pubblicati dall'Editoriale Cosmo.

## Storia editoriale

### Contesto e ideazione
Nexus è un personaggio creato da Mike Baron e Steve Rude nel 1981 per la Capitol Comics. Si tratta di una neonata casa editrice fondata da uno dei principali distributori di fumetti attivi in quel periodo ovvero la Capital City Distribution. La possibilità per un distributore di fumetti di compiere un balzo nel campo della realizzazione e pubblicazione di comic originali è resa possibile dall'aumentata leva finanziaria su cui possono contare questo tipo di attività. Le nuove prospettive economiche per le attività di distribuzione di fumetti negli Stati Uniti nascono da una svolta radicale tra la fine degli anni settanta e l'inizio degli anni ottanta e questo grazie alla formidabile espansione del Mercato Diretto (o Direct Market) ovvero il campo che vede come rivenditori di fumetto non le classiche edicole (il Newsstand Market) ma le fumetterie e (progressivamente nel decennio) le librerie. All'interno di questa rivoluzione, non solo commerciale ma anche creativa e produttiva, il 1981 è un anno epocale, tra i più importanti della storia dei comic a stelle e strisce (ma non solo). In quest'anno infatti, il numero dei comic shop ha raggiunto una tale diffusione che Jim Shooter (editor-in-chief della Marvel Comics) decide di provare a realizzare il primo albo a fumetti Marvel concepito e distribuito in esclusiva per il mercato diretto, si tratta di Dazzler numero 1. Il successo è strepitoso (e inaspettato) con 428 000 copie vendute/prenotate, da notare che in questo tipo di distribuzione non vi sono resi come avviene invece con gli invenduti nelle edicole.
Nel 1981 vi erano solo 6 serie Marvel che potevano vantare di vendere oltre le 200 000 copie tra cui titoli storici quali Amazing Spider-Man, Uncanny X-Men, Avengers e Star Wars. Eppure il primo albo (di una miniserie) su un personaggio sconosciuto come Dazzler (apparsa una sola volta su Uncanny X-Men n. 130 del 1980) riesce a compiere un sorpasso nelle vendite su icone della cultura pop e landmark della storia Marvel, risultato ottenuto unicamente attraverso il Direct Market. Le potenzialità e i guadagni portati dal nuovo outlet per la distribuzione balzano all'attenzione di tutti gli operatori del mondo dei fumetti. In questo contesto un distributore come la Capitol coglie la palla al balzo e cerca di lanciare una sua linea di super eroi e per farlo chiama giovani autori con nuove idee. Il duo Baron-Dude ha la fortuna di conoscere Richard Bruning il redattore capo della neonata Capitol City. Dal 1979 i due autori stanno cercando di farsi pubblicare del materiale proponendosi alla rivista Heavy Metal e alla Eclipse Comics il cui direttore artistico era stato lo stesso Bruning. Nonostante non abbia finora pubblicato nulla delle loro proposte li ritiene ora validi per creare un nuovo tipo di super eroe da pubblicare in bianco e nero per il mercato indipendente. Durante un brainstorming tra i tre si decide di puntare su un personaggio che sia un Executioner-Judge, un giustiziere di supercriminali ma il cui contesto d'azione sia completamente diverso da quanto visto finora con personaggi tipo Punisher (o simili), tipologia di character divenuto popolare nei seventies attraverso ogni tipo di media dal cinema alla televisione.
La sua storia viene quindi ambientata nel futuro (il XXIV secolo) e Steve Rude decide di modellarlo su Space Ghost, uno dei suoi personaggi preferiti di quando era ragazzino ed era assiduo spettatore dei cartoni animati di Hanna-Barbera. La collaborazione tra Baron e Rude per la realizzazione delle storie è alquanto particolare e simbiotica dal momento che Baron non fornisce all'artista un testo simile a una sceneggiatura ma realizza le vignette e gli schizzi per ogni tavola dell'albo. Li porta poi personalmente a casa di Rude e i due si confrontano direttamente sui disegni e le idee dello scrittore arrivando a una rielaborazione che si materializza nei disegni a matita e china di Rude. Gli spazi dedicati ai dialoghi vengono decisi prima della disposizione finale per disegni e vignette così da rendere più chiara ed efficace la parte visiva realizzata dal disegnatore. Da notare che le tematiche riguardanti l'aspetto del vigilante vengono sviluppate e analizzate soprattutto da Mike Baron, che inquadra Nexus sia come paladino della giustizia ma anche come involontario anti-eroe (che diviene puro esecutore senza una condanna giuridica). La capacità dello scrittore di affrontare questo tipo di dicotomia emersa in diversi eroi della Bronze Age lo porta a essere chiamato dalla Marvel Comics per realizzare la prima serie mai pubblicata sul Punitore. Il primo albo esce con data di copertina luglio 1987 divenendo l'albo best seller di quel mese e aprendo la strada a diverse altre serie e miniserie dedicate al personaggio, destinato a essere tra i dominatori del mercato nella prima metà degli anni novanta e divenendo una nuova icona per l'Universo Marvel. Se, per quanto riguarda Nexus, la parte legata al vigilantismo è attribuibile maggiormente a Baron, gli elementi fantasy e sci-fi sono scaturiti dall'immaginazione di Steve Rude. L'artista crea intorno al personaggio un variopinto universo composto da tecnologie inconcepibili e retro-futurische combinate a una moltitudine di razze aliene bizzarre e variegate.

## Biografia del personaggio

### Origini
Le origini definitive del personaggio sono quelle raccontate nell'albo Nexus: The Origin, pubblicato da Dark Horse nel 1992. Qui Mike Baron e Steve Rude rielaborano la storia presentata in origine negli albi del 1981 per la Capitol Comics. Si opera quindi un processo di retcon che cerca di aggiornare e rendere più coese le vicende riguardo alla genesi di Nexus. Tenendo presente anche alcuni elementi presenti nella serie regolare, di seguito vi sono le origini definitive del personaggio:
Siamo nel XXV secolo il generale Theodore Hellpop è investito della carica di Presidente del pianeta agricolo-coloniale del Sov denominato Vradic. Sul pianeta vi sono però diversi gruppi dissidenti che non si adeguano al governo dittatoriale che li domina attraverso l'uso della forza militare. Hellpop non comprende l'avversità dei gruppi separatisti (i Griep e i Davis) e dell'ordine religioso Elvonico. Questo perché l'impero dei Sov si basa su ideologie socialiste e difatti i simboli utilizzati da Rude per rappresentarlo sono quelli dell'Unione Sovietica quali Falce e martello e altri simboli dell'Ordine della Bandiera rossa del lavoro. Prima che la situazione degeneri Hellpop si innamora di una donna vradina e la sposa. La donna (una pittrice) si chiama Marlis Esperanaza e poco dopo rimane incinta. Il prete (fratello Lathe) che li unisce in matrimonio è lo stesso portavoce delle proteste dell'ordine Elvonico e durante la cerimonia lancia una nefasta prifezia:«Il bambino è maledetto! La sua vita sarà un incubo ed egli pregherà di esserne liberato». Poco tempo dopo le forze ribelli anti-Sov riescono ad unirsi arrivando a minacciare di destituire il Regime. Hellpop riceve l'ordine dal Compagno Segretario di distruggere il pianeta piuttosto che perderne il controllo. Il Generale esegue ma non prima di essere fuggito con la moglie incinta e traumatizzata da quanto sta succedendo alla sua gente.
Tormentato per aver sterminato 3,5 milioni di persone, Theodore decide di entrare in un buco nero sperando di svanire nell'oblio. Si ritrova in un sistema solare con un pianeta morente e due lune, denominate Ylum e Marlis. Gli Hellpop si stabiliscono su Ylum (pronuncia "Ailum") dove trovano un habitat adatto alla vita umana che si dipana nell'intricato e vasto complesso di gallerie della Luna. Al centro della struttura vi è una vasta stanza con strani macchinari di una tecnologia sconosciuta tra cui spicca una vasca piena d'acqua d'origine sconosciuta. In questo luogo Marlis partorisce Horatio che però quando nasce non respira e sembra già morto. Una voce misteriosa suggerisce al padre di mettere il bambino nella vasca, Theodore ubbidisce e il figlio riprende vita. Horatio (all'insaputa dei genitori) è stato prescelto da un alieno dalle facoltà (apparentemente) semidivine (dal nome Merk) perché diventi Nexus. Avrà abilità che lo renderanno un sorta di super eroe cosmico capace di attingere alle energie generate dalle stesse stelle per eliminare i più efferati criminali della galassia. Prima però deve raggiungere l'età adulta attraversando un percorso di crescita difficoltoso e tormentato. All'età di 5 anni la madre muore dopo che si perde nelle vaste gallerie della Luna. Il bambino cresce con due amici alieni di nome Alph e Beta che vede solo lui e sono quindi considerati dal padre come esseri immaginari creati dal figlio per vincere la solitudine.
In realtà tali entità stanno preparando ed educando Horatio al suo ruolo come Nexus. Sono loro che gli fanno scoprire chi è realmente Theodore Hellpop e i crimini che ha commesso. Horatio è tormentato da forti emicranie e sogni che gli mostrano quanto successo su Vradic. Non sopportando più il ripetersi di questi sintomi prova ad immergersi nella vasca e quando ne esce sente un impulso irrefrenabile nel vendicare le atrocità commesse dal padre. Si reca da lui e lo uccide con un raggio di energia che scaturisce dalla sua mano. Hellpop è la prima vittima di Nexus ma passano ancora 2 anni prima che i sogni tornino a tormentarlo. Ancora una volta entra nella vasca e quando ne esce trova un costume da indossare, ora ha preso coscienza della sua prossima missione e del destino che lo aspetta. Nasce Nexus e comincia a colpire diversi dittatori e sterminatori di massa. La sua fama si diffonde rapidamente tra i pianeti abitati del cosmo tra cui la Terra. Non è però Horatio a poter scegliere i colpevoli da giustiziare ma i suoi target gli si manifestano in sogno, da quel momento è obbligato ad agire a meno di non subire forti ripercussioni sotto forma di estenuanti emicranie e confusione mentale. Anche lui è in parte una vittima del sistema giustizialista di Merk.
L'anno in cui Horatio assume il ruolo di Nexus è il 2841 secondo gli anni terrestri. In quest'epoca la Terra rientra in un vasto e complesso sistema politico che si estende a livello interplanetario nella Via Lattea e prende il nome di Cohesive Web of Planets. Le leadership di questa federazione hanno subito disapprovato l'operato di Nexus marchiandolo come fuorilegge e individuo altamente pericoloso per la stabilità e la pace dell'alleanza tra i pianeti civilizzati. Nonostante questo la giornalista Sundra Peale arriva a Ylum per intervistarlo e qui scopre che il temibile giustiziere non vive da solo ma ha dato rifugio a parecchi esuli e perseguitati. Inizialmente Horatio la vorrebbe cacciare ma alla fine accetta di raccontare la sua versione della storia.

## Opere
- Nexus nn. 1-3, Mike Baron (testi) - Steve Rude (disegni), miniserie (conclusa). Editore: Capital Comics. Periodo di pubblicazione: gennaio 1981 - ottobre 1982.
- Nexus (vol.2) n. 1-101, Mike Baron (testi) - Steve Rude & AA.VV. (disegni), serie a pubblicazione irregolare (conclusa), sequel di Nexus. Editori: Capital Comics (nn. 1-6, maggio 1983 - marzo 1984) / First Comics (nn. 7-80, aprile 1985 - maggio 1991) / RudeDude Productions (nn. 99-101, 2008-2009). Periodo di pubblicazione: maggio 1983 - giugno 2009.
- Nexus: The Origin n. 1, Mike Baron (testi) - Steve Rude (matite) - Gary Martin (chine), albo unico. Editore: Dark Horse Comics, luglio 1992.
- San Diego Comic-Con Comics n. 1, AA.VV. (testi & disegni), miniserie antologica di 4 albi (conclusa). Editore: Dark Horse Comics. Distribuita con periodicità annuale in occasione del San Diego Comic-Con, agosto 1992 - luglio 1995.
- Nexus: Alien Justice nn. 1-3, Mike Baron (testi) - Steve Rude (disegni), miniserie (conclusa). Editore: Dark Horse Comics, dicembre 1992 - febbraio 1993.
- Out of Vortex n. 12 (albo conclusivo), Michael Eury (testi) - Rendy Green (matite) - Mike Barriero (chine), serie regolare del Comics Greatest World. Editore: Dark Horse Comics, settembre 1994.
- Nexus: The Wages of Sin nn. 1-4, Mike Baron (testi) - Steve Rude (disegni), miniserie (conclusa). Editore: Dark Horse Comics. Periodo di pubblicazione: marzo-giugno 1995.
- Nexus: Executioner's Song nn. 1-4, Mike Baron (testi) - Steve Rude (disegni), miniserie (conclusa). Editore: Dark Horse Comics, giugno-settembre 1996.
- Nexus: Nightmare in Blue nn. 1-4, Mike Baron (testi) - Steve Rude (disegni), miniserie (conclusa). Editore: Dark Horse Comics, luglio-ottobre 1997.

## Premi e riconoscimenti
- Nel 1993, l'albo Nexus: The Origin vince l'Eisner Award come "Best Single Issue" (o miglior singolo albo autoconclusivo) pubblicato nel 1992[3]. Si tratta di un rifacimento della storia d'esordio del personaggio, pubblicata su Nexus (vol. 1) nn. 1-3 dalla Capitol Comics (tra il 1981 e il 1982) ed è la prima opera dell'eroe cosmico del duo Baron-Rude a essere pubblicata in Italia.
- Nel 1996 Steve Rude ha vinto l'Eisner Award come miglior disegnatore per il suo operato sulla limited-series Nexus: Executioner's Song[7].

## Edizione italiana

Copertina della rivista antologica a fumetti Hyperion n .2, disegno di Steve Rude. Editore Star Comics (1992)

In Italia l'esordio del personaggio avviene oltre 11 anni dopo la sua prima apparizione per il mercato statunitense. La casa editrice Star Comics di Perugia lo tiene a battesimo pubblicando l'albo Nexus: The Origin sulla rivista a fumetti Hyperion. Come suggerisce il titolo, l'opera è la rivisitazione delle origini di Nexus realizzata dai suoi creatori Mike Baron e Steve Rude. Si tratta di un fumetto pubblicato nel 1992 per la Dark Horse Comics, dopo il passaggio del personaggio dalla First Comics alla casa editrice di Mike Richardson. L'albo Nexus: The Origin rivisita (con nuovi testi e disegni) l'esordio del personaggio nella miniserie di 3 albi Nexus (vol.1) pubblicata dalla Capitol Comics tra il 1981 e il 1982. A questa segue una longeva serie regolare (80 numeri per la First Comics) per poi arrivare al passaggio alla Dark Horse. La Star Comics decide di iniziare le pubblicazioni da The Origin, ideale punto di partenza per i lettori italiani, a digiuno dalle caratteristiche di questo super eroe indipendente. L'albo viene suddiviso in due parti e pubblicato su Hyperion nn. 1-2 (novembre-dicembre 1992). A partire dal n. 3 si ritorna però alla serie regolare della First Comics, pubblicata a partire dal 1983 e diretto seguito della miniserie della Capitol Comics. Questo comporta una certa differenza nel tratto del disegnatore Steve Rude in quanto il suo talento è ancora acerbo nei primi anni ottanta se paragonato alle opere della sua maturità artistica, fiorita pienamente negli anni novanta e tra le cui vette artistiche si annovera la premiata Nexus: The Origin, vincitrice di un Eisner Award. A questo si aggiunge una certa discrepanza tra quest'opera (del 1992) e Nexus (vol. 2) n. 1 (del 1983) a cui pone rimedio un riassunto di Marco Marcello Lupoi che rivela quanto accaduto tra l'incontro di Horatio e Sundra e l'inizio della storia «Il martello colpisce ancora», story-arc con cui esordisce la serie regolare. Purtroppo la rivista Hyperion non riesce a raccogliere lettori a sufficienza per poter continuare le pubblicazioni oltre il nono numero. I redattori Marco M. Lupoi, Andrea Plazzi e Luca Scatasta dichiarano che dopo l'interesse iniziale le vendite sono andate scemando e a questo si sono aggiunti gli aumenti di prezzo per il materiale pubblicato, soprattutto in seguito all'aumento del tasso di cambio lira/dollaro dell'estate 1993. La rivista aveva comunque avuto l'ambizione di proporre personaggi iconici (ma eterogenei e poco conosciuti) del mercato indipendente quali lo stesso Nexus, Sin City di Frank Miller, Next Men di John Byrne, The Mask di John Arcudi e Doug Mahnke. Sul numero conclusivo Hyperion n. 9 viene pubblicato il n. 4 della serie regolare Nexus (vol. 2), dal titolo The Ziggurat, pubblicato in USA nel novembre 1983.